# Yen
Yen (¥ – Yen) är den valuta som används i Japan.. Valutakoden är JPY. Det japanska namnet på valutan är 円 (en).
Valutan har en komplex kinesisk historia som går tillbaka till Handynastin år 221 f.v.t., men infördes officiellt i Japan 1871 i samband med Meiji-restaurationen. Samtidigt infördes också guldmyntfot i Japan. Underenheterna sen (hundradels yen) och rin (tusendels yen) togs ur omlopp redan år 1954.

## Etymologi
Valutan har fått sitt namn från det japanska ordet för "cirkel". Det japanska uttalet är "en", stavningen och uttalet "yen" är standard i svenskan. Detta uppkom genom en portugisisk translitteration som inkluderade bokstaven y, på grund av en romanisering som tillåter stavning av ord som inkluderar kana-tecknet ゑ (ye/we (används inte längre förutom i äldre texter)). Men det aktuella uttalet i detta fall var alltså e.

## Användning
Valutan ges ut av Bank of Japan / Nippon Ginkō – BOJ som ombildades 1871 och har huvudkontoret i Tokyo. Den japanska "Lagen om valutaenheter och myntutgivning etc. (lag nr 42 av  år 1986) " föreskriver att "Enheten för valutans nominella värde ska vara yenen och det nominella värdet ska vara en heltalsmultipel av en yen."
- De flesta yenmynt idag gjuts i kopparnickel om Cu75%-Ni25% och nysilver om 72 % koppar, 20 % zink, och 8 % nickel.

### Guld- och silvermynt
1871 stadfästes att 1 500 mg guld med en renhet på 90 % värderades till 1 yen. Vid den tiden präglades även silvermynt - en-yen silvermyntet användes endast för utrikes handel och var inte lagligt betalningsmedel i Japan, och vid öppna hamnar (sådana som handlade med utlandet) motsvarade ett 100-yen silvermynt ett 101-yen guldmynt, och guld-silver-förhållandet var 1:16,01. Från 27 maj 1878 erkändes Ichien-silvermyntet som lagligt betalningsmedel. 1931 avslutades rätten att växla yen till guld. Från den 14 februari 1971 gick den japanska yenen också in i ett flytande växelkurssystem mot den amerikanska dollarn. I teorin kunde man dock byta yen mot guld fram till 1988, men det faktiska antalet byten var noll.

## Mynt i cirkulation
| Mynt i cirkulation | Mynt i cirkulation | Mynt i cirkulation     | Mynt i cirkulation     | Mynt i cirkulation     | Mynt i cirkulation                 | Mynt i cirkulation                              | Mynt i cirkulation                        | Mynt i cirkulation                | Mynt i cirkulation       |
| Bild               | Värde              | Fysikaliska egenskaper | Fysikaliska egenskaper | Fysikaliska egenskaper | Fysikaliska egenskaper             | Beskrivning                                     | Beskrivning                               | Beskrivning                       | Första prägelår          |
| Bild               | Värde              | Diameter               | Tjocklek               | Massa                  | Sammansättning                     | Kant                                            | Åtsida                                    | Frånsida                          | Första prägelår          |
| ------------------ | ------------------ | ---------------------- | ---------------------- | ---------------------- | ---------------------------------- | ----------------------------------------------- | ----------------------------------------- | --------------------------------- | ------------------------ |
|                    | ¥1                 | 20 mm                  | 1.2 mm                 | 1 g                    | 100% aluminium                     | slät                                            | Ungt träd, statstitel, värde              | Värde, prägelår                   | 1955                     |
|                    | ¥5                 | 22 mm                  | 1.5 mm                 | 3.75 g                 | 60–70% koppar 30–40% zink          | slät                                            | Ris, kugghjul, vatten, värde              | Statstitel, prägelår              | 1949                     |
|                    | ¥10                | 23.5 mm                | 1.5 mm                 | 4.5 g                  | 95% koppar 3–4% zink 1–2% tenn     | räfflad                                         | Hōōdōtemplet, Byōdō-in, statstitel, värde | Gran, värde, prägelår             | 1951                     |
| slät               | ¥10                | 23.5 mm                | 1.5 mm                 | 4.5 g                  | 95% koppar 3–4% zink 1–2% tenn     | 1959                                            | Hōōdōtemplet, Byōdō-in, statstitel, värde | Gran, värde, prägelår             |                          |
|                    | ¥50                | 21 mm                  | 1.7 mm                 | 4 g                    | kopparnickel 75% koppar 25% nickel | räfflad                                         | Krysantemum, statstitel, värde            | värde, prägelår                   | 1967                     |
|                    | ¥100               | 22.6 mm                | 1.7 mm                 | 4.8 g                  | kopparnickel 75% koppar 25% nickel | räfflad                                         | Japanskt körsbär, statstitel, värde       | värde, prägelår                   | 1967                     |
|                    | ¥500               | 26.5 mm                | 2 mm                   | 7.2 g                  | kopparnickel 75% koppar 25% nickel | slät med text ("NIPPON ◆ 500 ◆ NIPPON ◆ 500 ◆") | Paulownia, statstitel, värde              | värde, bambu, småcitrus, prägelår | 1982 (präglas ej längre) |
|                    | ¥500               | 26.5 mm                | 2 mm                   | 7 g                    | 72% koppar 20% zink 8% nickel      | vinklade räfflor                                | Paulownia, statstitel, värde              | värde, bambu, småcitrus, prägelår | 2000                     |

## Sedlar i cirkulation
| ¥1000  | 150 × 76 mm | Blå  | Hideyo Noguchi   | Fuji, Motosusjön och japanskt körsbär                              | 1 november 2004 |
| ¥2000  | 154 × 76 mm | Grön | Shureimon        | Scen från Genji monogatari och porträtt av Murasaki Shikibu        | 19 juli 2000    |
| ¥5000  | 156 × 76 mm | Lila | Ichiyō Higuchi   | "Kakitsubata-zu" (målning av irisblommor, ett verk av Ogata Korin) | 1 november 2004 |
| ¥10000 | 160 × 76 mm | Brun | Fukuzawa Yukichi | Staty föreställande hōō från Byōdō-in-templet                      | 1 november 2004 |